# Parque nacional Grupo Tortuga
El parque nacional Grupo Tortuga es un parque nacional en Queensland (Australia), ubicado a 1634 km al noroeste de Brisbane.
Al oeste de la Isla Lagarto, el grupo de las Islas Tortuga está formado por islas muy pequeñas de gran vegetación, en las inmediaciones de la Gran Barrera de Coral, declarada por la Organización de las Naciones Unidas para la Educación, la Ciencia y la Cultura (UNESCO) Patrimonio de la Humanidad en Australia.